# 後藤氏
後藤氏（ごとうし、ごとううじ）は、日本の氏族の一つ。後藤氏は、さまざまな系統があり、下記の流れが著名である。

## 利仁流後藤氏
最も著名なのは藤原北家魚名流の藤原利仁の系統である。
『尊卑分脈』によれば、藤原北家魚名流の鎮守府将軍藤原利仁の5世孫の河内国坂戸の住人則村が、官位と本姓（肥後守、藤原、内舎人）から「後藤内」を称し、子孫が後藤を称するようになったのに始まるという。秀郷流の佐藤氏から基清が養子に入ったのち、その子孫たちは通字に「基」を使用するようになった。
利仁の系統を名乗る後藤家は日本全国にあり、後藤は日本における屈指の大姓である。
著名なものとしては、大坂夏の陣の勇将後藤基次を出した播磨後藤氏の系統と、肥前国の国人・後藤貴明の系統である（ただし貴明自身は大村氏からの養子）肥前の（武雄）後藤氏などがある。また、美作の美作後藤氏も播磨後藤氏と同族とされ、通字に「基」がある。

### 武雄後藤氏
前九年の役で戦功があった河内国坂戸荘の後藤章明が肥前国塚崎の地頭に任じられ、その子資茂がはじめて肥前武雄に来たという。資料上実在が確認されるのは承安2年（1172年）の4代目の宗明である。以降武雄地方の土豪として発展した。鎌倉時代の弘安4年（1281年）には当時の当主後藤氏明が元軍と戦い戦功を挙げた。南北朝時代の当主光明は肥前の南朝方武将として戦った。
戦国時代の後藤貴明は、大村純前の子だが、有馬晴純の子純忠に大村氏の家督を奪われたため、武雄後藤氏に養子に入り、大村純忠の領地に侵攻して大村氏と争った。やがて危機に陥ると佐賀の龍造寺隆信に接近し、その三男の家信を養子に迎えて隆信に仕えた。これにより後藤氏は龍造寺氏の一門となった。その後家信は龍造寺氏にとってかわった鍋島氏に仕えた。江戸時代には武雄後藤氏は佐賀藩主鍋島家の家老家となり、元禄11年（1699年）に当時の当主茂綱が鍋島直茂の養妹を室に迎えたことで、親類同格となって鍋島姓を許された。
これ以降の歴史は「武雄鍋島家」の項目を参照。

## その他の後藤氏
さらに、藤原秀郷流の後藤氏（六角氏家臣の一族、後藤但馬守など）、伊達氏家臣の後藤氏（後藤信康、ただし信康は湯目氏からの養子）などが存在する。